# 8321 Акім
8321 Акім (1977 EX, 1988 XM3, 1991 NO7, 8321 Akim) — астероїд головного поясу, відкритий 13 березня 1977 року.
Тіссеранів параметр щодо Юпітера — 3,350.